# Denderpop
Denderpop is een stadsfestival in het Daniël Schellekenspark in de Belgische stad Dendermonde.

## Historie
De eerste editie vond plaats op parkeerplaats Gedempte Dender in 2010 en kende een opkomst van enkele honderden bezoekers. Sindsdien werd er door de organisatoren steeds verder geïnvesteerd in kwaliteit van de groepen en van de infrastructuur. Sinds 2016 bestaat het festival uit twee dagen. Zo groeide het festival uit naar een bezoekersaantal van 5000 in 2018.
In 2017 werd voor het eerst toegangsgeld gevraagd.
Vanaf 2023 verhuisde Denderpop van het stadspark, naar een nieuwe site aan de Begijnhoflaan 1, op de terreinen van GO!Talent. Vanaf deze editie ging het bezoekersaantal boven de 4000.

## Opzet
Er worden jaarlijks dansgroepen uitgenodigd die het festival openen. Het festival brengt verschillende stijlen, zoals pop, funk, soul, ska, rock en dance naar het stadspark. Onder meer DAAN, Les Truttes, Jebroer, REGI, Level Six en Guga Baúl traden op.